# Malicornay
Malicornay là một xã ở tỉnh Indre khu vực trung bộ Pháp. Xã này có diện tích 16,31 km², dân số thời điểm năm 1999 là 196 người. Khu vực này có độ cao trung bình 225 mét trên mực nước biển.